# Brachymyrmex modestus
Brachymyrmex modestus es una especie de hormiga perteneciente al género Brachymyrmex, categorizada en la tribu Myrmelachistini, de la subfamilia Formicinae.

## Distribución
La especie es nativa de la región del Neotrópico. Se distribuye por América del Sur, en Brasil, Colombia y Ecuador.

## Taxonomía
Fue descrita por Santschi en 1923.